# James Adams (Jesuit)
James Adams (* 1737; † 7. Dezember 1802 in Dublin) war ein englischer Jesuit und Philologe.

## Leben
Adams schloss sich am 7. September 1756 den englischen Jesuiten im Exil in ihrem Noviziat von Watten an. Danach unterrichtete Adams Belle-Lettres am English College of St. Omer. Nachdem er viele Jahre seine Missionstätigkeit ausgeübt hatte, zog er sich im August 1802 nach Dublin zurück und starb dort im folgenden Dezember.

## Schriften (Auswahl)
- als Übersetzer: Abbé Bonamici: Early Rules for Taking a Likeness. London 1792.
- Oratio Academica Anglice et Latine. London, 1793.
- Euphonologia Linguae Anglicanae, Latine et Gallice. London, 1794.
- Rule Britannia, or the Flattery of Free Subjects Expounded; to which is added an Academical Discourse. London, 1798, OCLC 228076483.
- A Sermon preached at the Catholic Chapel of St. Patrick, Sutton-street, on Wednesday, March 7, the Day of Public Fast. London, 1798.
- The Pronunciation of the English Language Vindicated. Edinburgh 1799.